# Русанов Георгій Олександрович
Гео́ргій Олекса́ндрович Руса́нов (нар. 1904, с. Слобода Томаровка (нині смт Томаровка) Яковлевського району Бєлгородської області РФ — рік і місце смерті невідомі) — український вчений у галузі медицини. Доктор медичних наук (1964), професор (1965).

## Життєпис
Закінчив Воронезький університет (1929 р., нині РФ).
У 1929—1961 роках — військовий лікар, завідувач кафедри хірургії Тернопільського державного медичного інституту (нині університет).

## Доробок
Автор близько 100 наукових праць переважно з галузі відновлюваних процесів після пошкоджень та операцій.

## Відзнаки
- орден Леніна
- орден Червоного Прапора
- орден Вітчизняної війни І ступеня
- орден Червоної Зірки (2)
- медалі СРСР.